# 2026 au cinéma
L'article 2026 au cinéma répertorie l'ensemble des événements marquants de l'année 2026, dans le domaine du cinéma.
| Années du cinéma : 2023 - 2024 - 2025 - 2026 - 2027 - 2028 - 2029    |
| Décennies du cinéma : 1990 - 2000 - 2010 - 2020 - 2030 - 2040 - 2050 |

## Récompenses

### Oscars
98e cérémonie des Oscars

### Golden Globes
83e cérémonie des Golden Globes

### César
51e cérémonie des César

## Principales sorties prévues en France
( Pas encore de sorties prévues )

### Sans date annoncée
- Coyote vs. Acme de Dave Green
- Hope de Na Hong-jin